# أوكزو باركوس
ميرين أوكزو باركوس بيريزو (من مواليد 5 يوليو 1964م في بامبلونا) و المعروفة باسم أوكزو باركوس، هي صحفية وسياسية إسبانية شغلت منصب رئيس نافارا من 2015 إلى 2019م. سبق لها أن مثلت تحالف الباسك جيروا باي (الباسك من أجل نعم للمستقبل) وقبل ذلك، نفروا باي (الباسك من أجل نعم لنافار) في مجلس النواب الإسباني.

## مهنتها في الصحافة
تخرجت باركوس من قسم علوم المعلومات بجامعة نافارا، حيث عملت كمذيعة أخبار في الإذاعة الوطنية الإسبانية (Radio Nacional de España) وفي Televisión Española و محطات التلفزيون الحكومية. عملت أيضًا في صحيفة Navarra Hoy ومنذ عام 1990م إلي الآن، عملت مع مذيع الباسك الرئيسي أوسكال تيليبيستا كمراسلة أخبار ومراسلة مدريد.

## مجلس النواب
في عام 2004م و من أجل تعظيم أصوات الباسك، وافقت الأحزاب الفردية أرالار و يوسكو القرطاسونا (تضامن الباسك) و باتزار والحزب القومي الباسكي على تشكيل تحالف نعم نافارا (Nafarroa Bai) للتنافس على دائرة نافارا، وهي منطقة حيث تاريخيًا كانت القومية الباسكية هي الأضعف. فتم اختيار باركوس، التي لم تكن عضوًا في أي من الأحزاب، لرئاسة القائمة في الانتخابات العامة الإسبانية 2004م. حيث استحوذت القائمة على 17.98٪ من الأصوات، وهي تمثل أعلى نسبة تصويت لقائمة الباسك في الدائرة الانتخابية منذ استعادة الديمقراطية عام 1977م. ثم عملت في الكونغرس على تعزيز لغة وثقافة الباسك في نافارا، على الرغم من انتقادها من قِبل باتاسونا، التي لم تكن جزءًا من تحالف NB. و في الكونجرس، كانت أيضًا عضوًا في اللجنة التي حققت في تفجيرات قطارات مدريد عام 2004م.
حيث أن في الانتخابات العامة الإسبانية لعام 2008م، احتفظت باركوس بمقعدها بنتيجة أفضل قليلاً (18.53٪).
و في عام 2011م، أسست باركوس والمستقلون المنتسبون إلى تحالف نعم نافار مجموعة سياسية جديدة «زابالتزن» تحت قيادتها، من أجل تعزيز التحالف بعد مغادرة باتسار ويوسكو الكارتاسونا و قررت أرالار الانضمام إلى أمايور. مَنع أرالار بقية الأعضاء من الاستمرار في استخدام نعم نافار كاسم؛ فتنافست زبلتزن وحزب الباسك القومي وحزب أتارابيا تالديا الجديد في الانتخابات العامة الإسبانية لعام 2011م باسم جيروا باي (نعم للمستقبل). و احتفظت باركوس بمقعدها في الاقتراع بنسبة 12.84٪.

## مجلس مدينة بامبلونا
كانت باركوس مُرشحة من حزب نعم نافار لمنصب عمدة مدينة بامبلونا في الانتخابات المحلية لعام 2007م و حصلت على 28.851 صوتًا (26.26٪) و 8 أعضاء مجلس مدينة من أصل 27 قد صوتوا لها. حيث تم تمويل يولاندا باركينا من اتحاد الشعب في نافارا من قبل مجلس المدينة.
قامت باركوس بدور المتحدث باسم نفاروا باي في مجلس المدينة. و في عام 2008م، جاءت دورها لإيقاف تشغيل «تشوبينازو» للاحتفال ببداية مهرجان سان فيرمين الشهير. ثم في الانتخابات المحلية لعام 2011م، احتفظت باركوس بمقعدها كمستشارة ومنصبها كمتحدثة باسم نفاروا باي؛ تم استثمار إنريكي مايا من اتحاد الشعب في نافاريس من قبل مجلس المدينة.

## رئيسة نافارا
في سبتمبر 2015م، تم الإعلان عنها كمرشحة جيروا باي لمنصب رئيس نافارا. حيث أن بعد الانتخابات الإقليمية لعام 2015م، تم تكليفها بمنصب رئيس نافارا في 20 يونيو 2015م بفضل دعم أعضاء البرلمان الإقليمي من جيروا باي (9 أصوات) و EH بيلدو (8 أصوات) و بوديموس(7 أصوات) وإزكويردا إزكيرا (صوتين) و حصولها على الأغلبية اللازمة (26 صوت من 50 صوت).